# Медаль Пошани (США)
Меда́ль Поша́ни (США) (англ. Medal of Honor) — найвища військова нагорода США, що присвоюється федеральним урядом Сполучених Штатів Америки військовослужбовцям Збройних сил США за проявлену особисту мужність під час ведення бойових дій. Відповідно до положення про медаль нагородження нею здійснюється за

| «видатну хоробрість і відвагу, проявлені з ризиком для власного життя, які перевищують службовий обов'язок, при участі в бойових діях проти ворогів Сполучених Штатів; у військових операціях, що включають зіткнення з протиборчими іноземними силами; або під час служби з дружними іноземними силами, що беруть участь у військовому конфлікті з протиборчими збройними силами, в якому США не є воюючою стороною»[10] Оригінальний текст (англ.) «conspicuously by gallantry and intrepidity at the risk of his life above and beyond the call of duty while engaged in an action against an enemy of the United States; while engaged in military operations involving conflict with an opposing foreign force; or while serving with friendly foreign forces engaged in an armed conflict against an opposing armed force in which the United States is not a belligerent party» |
Через даний статус медаль дуже часто присвоюється посмертно.
Кожен вид збройних сил США має право на свій дизайн медалі, але на практиці Корпус морської піхоти і Берегова охорона використовують дизайн ВМС.
Президент США особисто вручає Медаль Пошани героєві, що здійснив подвиг, а в разі загибелі військовослужбовця — найближчим членам його родини. Нагорода має особливий статус і охороняється спеціальним законом, затвердженим Конгресом США.
Медаль Пошани — одна з двох військових нагород США, що призначена для носіння на шиї.

## Історія створення нагороди
З моменту створення нової держави — Сполучених Штатів Америки в 1776 році, її збройні сили протягом тривалого періоду часу не мали власної нагороди для заохочення особового складу, за проявлені ним під час боїв мужність та героїзм. Тому, першою військовою нагородою США прийнято вважати значок „За військові заслуги“, затверджений Джорджем Вашингтоном 7 серпня 1782 року. Нагороджувати знаком перестали після закінчення Війни за незалежність США.
Під час американо-мексиканської війни (1846—1848) американських солдатів нагороджували Сертифікатом заслуг, що пізніше отримав статус медалі — Сертифікат Медалі Заслуг (англ. Certificate of Merit Medal). Не зважаючи на це, практично до самого початку Громадянської війни в США (1861—1865) не було гідної медалі за індивідуальний героїзм у бою.
На першому році Громадянської війни, 9 грудня 1861 року сенатор штату Айова Джеймс В. Грімс запропонував командувачеві армією США генерал-лейтенанту Вінфілду Скотту свій проект військової нагороди за проявлену персональну хоробрість на полі бою. Скотт не підтримав пропозицію сенатора, але на американському флоті цю ідею схвалили й незабаром у ВМС з'явилася така нагорода. Представлений на розгляд Сенату США документ № 82, в якому пропонувалося створити „медаль пошани“, був затверджений 21 грудня 1861 року Президентом США Авраамом Лінкольном і Морська Медаль Доблесті стала найпершим варіантом Медалі Пошани.
Через два місяці 7 лютого 1862 року сенатор штату Массачусетс Генрі Вілсон запропонував свій варіант Медалі Пошані для заохочення військовослужбовців армії. 12 липня Президент Лінкольн затвердив пропозицію щодо запровадження Медалі Пошані для сухопутних військ. Одночасно було призупинено нагородження медаллю Пурпурове серце.
У 1965 році був затверджений варіант „Медалі Пошани“ спеціально для повітряних сил країни. До того часу військовослужбовці Повітряних сил, яких нагороджували медаллю Пошани, отримували армійський варіант медалі.
Представники Берегової охорони США, які також мають право бути нагородженими відповідним варіантом Медалі Пошани, разом з цим, жодного разу не отримали такої нагороди. Перш за все, це пов'язане з тим, що у воєнний час Берегова охорона переходить у безпосереднє підпорядкування Військово-морських сил США та стає їхньою складовою. Лише один військовослужбовець зі складу берегових охоронців отримав у вересні 1942 року Медаль Пошани ВМС посмертно — петті-офіцер I класу Дуглас Мунро під час боїв за Гуадалканал

### Варіанти медалі Пошани з 1862 по т.ч.

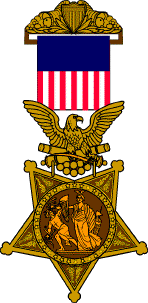
Медаль Пошани армії США (1862—1895)
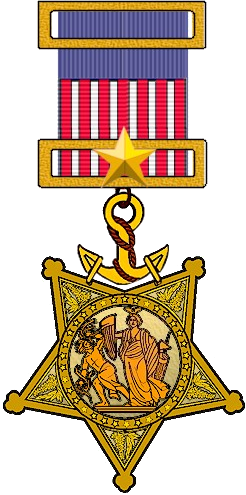
Медаль Пошани ВМС США (1862—1912)
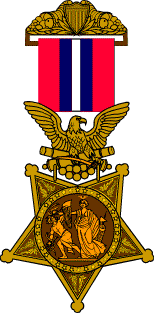
Медаль Пошани армії США (1896—1903)
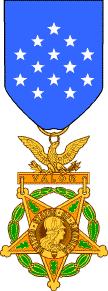
Медаль Пошани армії США (1904—1944)
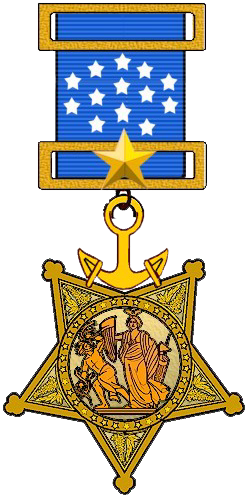
Медаль Пошани ВМС США (1913—1942)
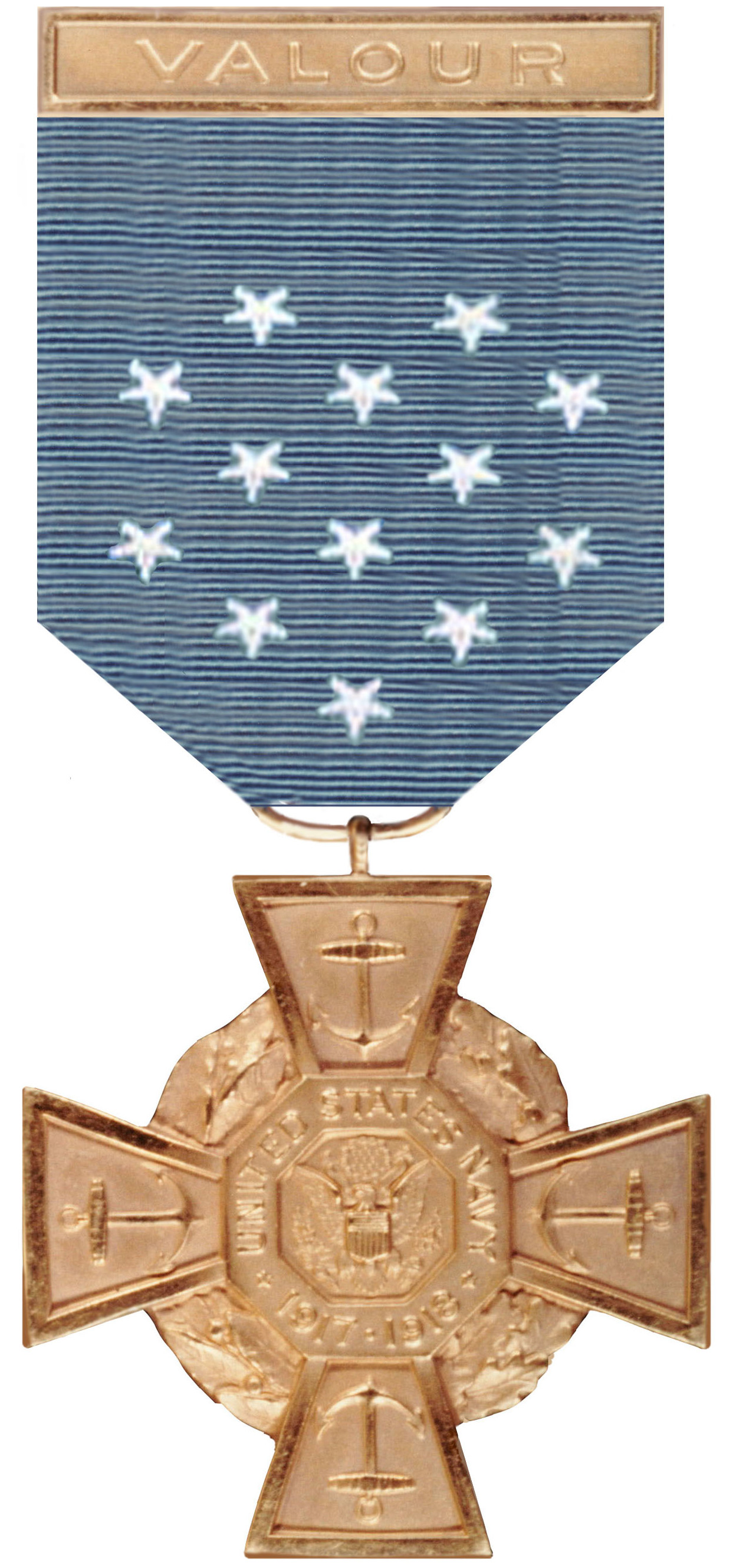
Медаль ВМС «Хрест Тіффані» (1919—1942)
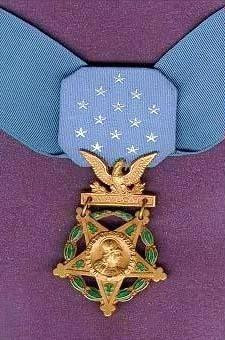
Сучасна медаль Пошани Армії США
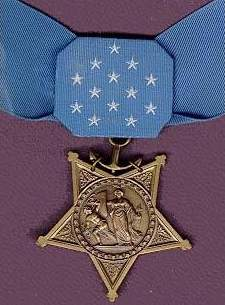
Сучасна медаль Пошани ВМС США, Корпусу Морської піхоти та Берегової охорони США
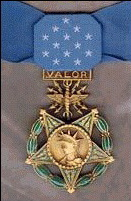
Сучасна медаль Пошани ПС США

## Статус медалі
| «Я би віддав перевагу бути нагородженим Медаллю Пошани, ніж бути Президентом США.» Гаррі Трумен[20]. Оригінальний текст (англ.) I'd rather have the Medal of Honor than be President of the United States. Harry S. Truman. |
Усі сучасні три медалі видів Збройних сил мають виключно однаковий статус і відрізняються лише деякими деталями в зовнішньому вигляді самої нагороди.
Історично статус медалі передбачав нагородження нею лише рядового та сержантського складу, який безпосередньо вів активні бойові дії та проявив мужність і героїзм на полі бою. Проте, вже 3 березня 1863 року спеціальним актом Конгресу США до статуту медалі були внесені зміни й до категорії нагороджених включили також офіцерський склад Збройних сил США.
3 червня 1916 за дорученням Конгресу США була створена незалежна спеціальна комісія з 5 генералів армії США у відставці, які отримали повноваження ретельно вивчити матеріали нагородження та надати професійний висновок щодо правомірності вручення Медалі Пошани з самого початку її створення. Комісія працювала до 5 лютого 1917 року, коли були оголошені результати дослідження. 911 кавалерів медалі були позбавлені цього звання (що становило майже 30 % з числа нагороджених на той час), у тому числі всі 864 солдати 27-го менського полку, 29 гвардійців почесної варти, які брали участь у похованні Президента Лінкольна, а також 18 нагороджених осіб, чиї подвиги не підпадали під статус медалі (зокрема 6 цивільних осіб). Два з них були згодом відновлені — у 1977 році відновлено нагородження доктора Мері Волкер, та в 1989 — знаменитого розвідника—дослідника Дикого Заходу „Буффало Біла“ Коді, які були скасовані раніше в 1917 році.
Після завершення Другої світової війни була ще раз переглянута правомірність вручення Медалі Пошани. Були значно посилені вимоги до правил нагородження, і знову історія країни поповнилася тими, кого позбавили нагороди. Водночас, з середини XX століття були також зняті й деякі дискримінаційні обмеження. Так, з цього часу до нагородження могли бути представлені афроамериканці.
9 липня 1918 року Конгрес остаточно прийняв акт, що затвердив Медаль Пошани найвищою військовою нагородою США і врегулював порядок її вручення.
З того часу „Медаль Пошани“ — найвища нагорода США.
Безвідносно до кількості медалей і приналежності до виду Збройних сил, всі, нагороджені „Медаллю Пошани“, вшановувалися як Національні герої США. Формально такий статус був встановлений лише після Першої світової війни. Тоді ж було введено правило нагородження Героя особисто Президентом США.

## Дизайн нагороди
Дизайн та виробництво перших 200 медалей були доручені монетному двору у Філадельфії на замовлення секретаря військово-морських сил Гедеона Велса.. Монетний двір розробив кілька дизайнерських варіантів медалі, серед яких пропозиція філадельфійської фірми „Вільям Вілсон та сини“ була визнана найкращою.
Обраний тип медалі мав форму перевернутої п'ятикутної зірки, кожний з променів якої мав лавровий лист, який символізував перемогу та дубовий лист — символ сили. По периметру зображення розташовувалися 34 зірки — символи штатів США того часу, у тому числі усі 11 штатів, які входили до Конфедеративних Штатів Америки. У центрі зірки поміщений круглий барельєф з головою римської богині мудрості та війни Мінерви у військовому шоломі. Довкола барельєфа — плоске кільце з гравірованим написом „Сполучені Штати Америки“. На зворотному боці кільця гравірувалося ім'я та прізвище нагородженого. Зірка двома променями кріпиться до прямокутної пластинки, на якій вигравіюване слово „Доблесть“. Над пластинкою — рельєфний білоголовий орлан (символ США), як на гербі США. Вся конструкція підвішена до блакитного муарового восьмигранника, на якому розташовано 13 білих зірок (символізують перші 13 штатів, що утворили США).
„Медаль Пошани“ носиться на блакитній муаровій стрічці поверх шийного вузла краватки.
З того часу в конструкцію медалі вносилися деякі зміни, але в цілому медаль Пошани залишалася в такому вигляді. Сучасна Медаль Пошани Армії США виготовляється з позолоченої бронзи та також має вигляд перевернутої п'ятикутної зірки, укріпленої на покритому зеленою емаллю кільці у вигляді лаврового вінка. На зворотному боці медалі додатково вигравіруваний напис „Від Конгресу“ (англ. The Congress To), нижче за який залишено місце для імені і прізвища нагородженого.
На повсякденній військовій формі замість медалі носять колодку Медалі, її прикріпляють окремо на 1/4 дюйма вище за колодки інших нагород. При нагородженні медаллю більше одного разу, другу і подальші медалі не носять, а на муарову стрічку або колодку медалі прикріпляють золоту зірку для флотської медалі і дубове листя — для варіантів армії і ПС. Такий спосіб позначення багаторазового нагородження однією і тією ж нагородою характерний для системи нагород США.
Для носіння з цивільним одягом передбачена шестикутна розетка кольорів стрічки медалі з 13 зірками.

## Прапор Медалі Пошани

Прапор кавалера Медалі Пошани

З 23 жовтня 2002 року згідно з рішенням, затвердженим Конгресом, кавалер Медалі додатково до нагороди отримує Почесний Прапор медалі. Прапором є полотнище блакитного кольору, із золотою облямівкою з 13-ма білими зірками в центрі прапора.
Прапор створено Військовим інститутом геральдики США (англ. United States Army Institute of Heraldry) на основі дизайну, розробленого за власною ініціативою ветераном В'єтнамської війни першим сержантом Біллом Кендаллом з міста Джефферсон, штат Айова. Кендалл створив цей варіант прапора на честь капітана Дарелла Ліндсі свого земляка, пілота бомбардувальника B-26, посмертно нагородженого Медаллю Пошани за часів Другої світової війни.
Перше вручення Почесного прапора медалі відбулося 30 вересня 2006 року на борту історичного вітрильного корабля „Конститьюшон“, у присутності 60 кавалерів Медалі Пошани.

## Нагородження

### Вимоги до нагородження

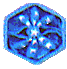
Розетка на цивільний одяг кавалера Медалі Пошани

Існує два варіанти подання військовослужбовців на нагородження Медаллю Пошани. Перший і найпоширеніший — звичайна процедура клопотання про нагородження, у цьому разі клопотання має бути затверджене на всіх рівнях командної ієрархії, включаючи Верховного головнокомандувача Збройними силами країни — президента США. Другий варіант передбачає можливість подання клопотання на нагородження медаллю одним з членів Конгресу (як правило, за запитом його виборчого округу) і затверджується спеціальним актом Конгресу.
Після багатьох поправок до статусу медалі, остаточно було встановлено, що ця військова нагорода вручається тільки військовослужбовцям за подвиг на полі бою. Цікаво відзначити, що процес клопотання на нагородження медаллю, окрім проходження його через усі рівні командування, передбачає проведення ретельного незалежного розслідування власне факту подвигу, щоб уникнути помилок або незаконного нагородження.
Військова комісія проводить це розслідування, оперуючи такими базовими принципами:
- факт героїчного вчинку має бути доведено не менше ніж двома незалежними свідками;
- подвиг повинен мати всі ознаки того, що військовослужбовець, який його вчинив, продемонстрував неймовірну мужність і сміливість, які перевищують уявлення про його службовий обов'язок;
- подвиг здійснено з величезним ризиком для життя;
- якби військовослужбовець не здійснив цей героїчний вчинок, ніхто й ніколи не посмів би докорити йому за це[32].

За таких жорстких критеріїв факту подвигу, дуже небагато мають шанс бути нагородженими. Тому більшість кавалерів удостоєно цієї медалі посмертно.

### Громадянська війна в США та війни XIX століття

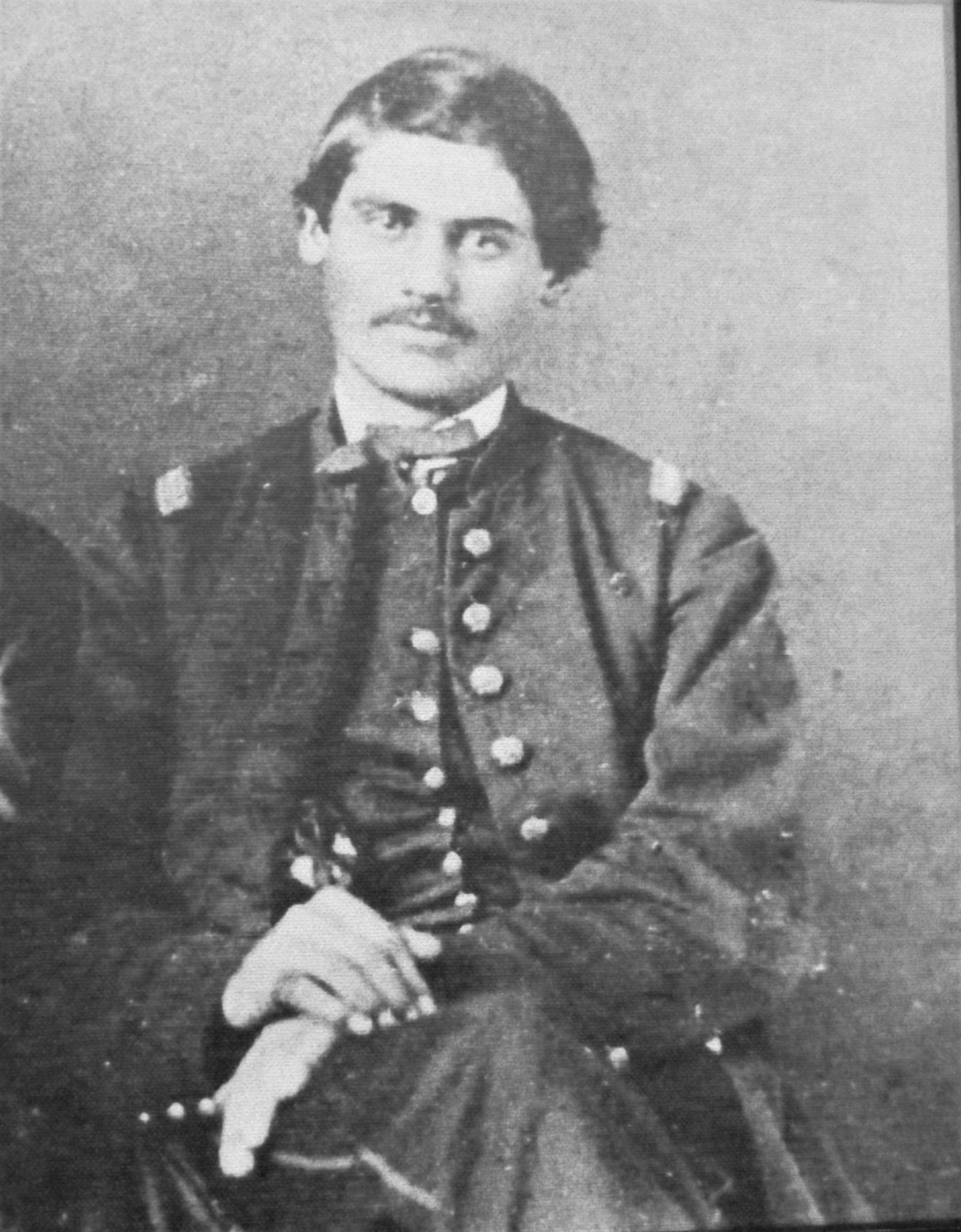
Перший нагороджений Медаллю Пошани рядовий Джейкоб Перрот

Першим нову нагороду отримав 25 березня 1863 року рядовий 33-го Огайського полку Джейкоб Перрот за героїчні дії у квітні 1862 року, коли загін у складі 22 добровольців під командуванням Джеймса Андрюса здійснив 200-мильний марш ворожою територією, захопив локомотив та на зворотному шляху вивів з ладу лінії телеграфу, залізничну колію тощо, чим пошкодив систему комунікацій в глибокому тилу армії конфедератів. З учасників рейду, який отримав назву „Великі паровозні перегони“ (англ. Great Locomotive Chase), живими лишилося лише 14 осіб, й серед 6 нагороджених Медаллю Пошани — Перрот був першим удостоєний цієї найвищої нагороди.
Під час Громадянської війни трапився випадок нагородження, котрий викликав неоднозначну реакцію ветеранів війни. Наприкінці 1863 року столицю жителів Півночі захищав 27-й Менський піхотний полк. Ще в червні у солдатів закінчувався 9-місячний термін служби, але тут до них докотилися чутки, що на територію півночі увірвалися війська генерала Лі й рухаються в напрямку до майже беззахисної столиці. Військовий міністр Е. Стентон примчав на бойові позиції, щоб умовити солдатів не вирушати до тих пір, поки не мине загроза. Ті недостатньо патріотично віднеслися до його заклику, і тоді представник конгресу офіційно пообіцяв нагородити Медаллю Пошани кожного солдата 27-го полку, що погодиться продовжити службу понад обумовлений термін.
Армія генерала Роберта Лі до Вашингтону не дійшла, вона була розбита в битві при Ґеттісберзі. На той час у полку служило 864 солдати та офіцера, і Конгрес США наказав виготовити саме стільки медалей. Коли нагороди прибули, вручати їх „героям“ виявилося складною справою, оскільки попри обіцянку конгресмена багато солдатів усе ж залишили позиції й подалися додому. В окопах залишилося лише 311 патріотів, їм міністр і роздав нагороди, а медалі, які не було вручено, поклав у себе в стайні й забув про них.
1897 року полковник помер, медалі з його стайні кудись зникли і незабаром почали з'являтися на ринку. Тут їх вельми високо оцінили колекціонери, оскільки це були медалі найпершого зразка — без лаврового вінка довкола зірки. Ці медалі носилися ще на стрічці, що зображала американський прапор.

### З Першої світової війни до В'єтнаму
У першій половині XX століття ВМС США продовжували нагороджувати медаллю військовослужбовців, що проявили хоробрість та героїзм у мирний час. Наприклад, медаллю Пошани був удостоєний матрос бронепалубного крейсера „Чикаго“ Джон Генрі Хелмс за спасіння утопаючого кока. Також високі нагороди отримали семеро моряків за дії під час вибуху парового котла на лінкорі „Айова“ 1904 року.
Після Першої світової війни критерії нагородження Медаллю Пошани стали значно жорсткішими, внаслідок чого зменшилася й кількість нагороджених. Проте й після цього в 1926 році медаллю були нагороджені льотчики ВМС Флойд Беннет і Річард Берд за політ над Північним полюсом. Згодом було знайдено польотний щоденник Берда, який містив стерті, але цілком читані виміри координат за допомогою секстанта, які показували, що льотчики не могли пролітати над полюсом і знали про це.
Між 1919 та 1942 у військово-морських силах США існували дві версії медалі Пошани, одна за подвиг, здійснений у бойовій обстановці та друга — за мужність і героїзм, проявлені в мирний час. „Мальтійський хрест“ або „хрест Тіффані“, як його прозвали на честь компанії, котра виготовляла нагороди, був дуже рідкісною нагородою та не набув популярності серед моряків через те, що його вручали лише за бойові подвиги, а в ті часи військово-морські сили не брали активної участі в бойових діях. Через це попередню версію медалі Пошани продовжували вручати в усіх інших випадках прояву мужності. Врешті-решт, міністерство військово-морських сил змушене було ліквідувати Хрест Тіффані та продовжило застосовувати практику нагородження лише за героїзм на полі бою.
З початком Другої світової війни нагородження стало проводитися лише за виняткову доблесть, виявлену в бойовій обстановці. З того часу понад 60 % нагороджень було здійснено посмертно.
Всього за період світової війни близько 500 осіб отримали цю нагороду. Серед них — генерал Д. Макартур, що командував збройними силами США на Далекому Сході, а пізніше — союзними військами в південно-західній частині Тихого океану; В. Донован, що очолював у роки війни стратегічну розвідку США; О. Мерфі, американський військовослужбовець, на рахунку якого 240 убитих і взятих у полон німецьких солдатів. Він отримав найбільшу кількість нагород у збройних силах США — 28. У мирний час працював кіноактором у Голлівуді.
Генерал Д. Ейзенхауер, верховний головнокомандувач експедиційними силами союзників у Західній Європі, а в 1953—1961 роках президент США, був також нагороджений цією медаллю, проте відмовився її прийняти, заявивши, що не заслуговує на цю нагороду.

### Після В'єтнаму
Останнім військовослужбовцем, що удостоївся нагороди під час В'єтнамської війни, став „морський котик“ Майкл Торнтон, який 31 жовтня 1972 року врятував життя своєму командирові лейтенанту Томасу Норрісу, який згодом також став кавалером Медалі Пошани.
Після завершення війни у В'єтнамі Медаллю Пошани нагороджували 30 разів, з них 13 нагород — посмертно. Перші два з цих нагороджених — сержант першого класу Рендалл Шугарт і майстер-сержант Гері Гордон, бійці елітного спецпідрозділу „Дельта“, які в ході проведення миротворчої операції в Сомалі у вересні 1993 року пожертвували власними життями, захищаючи екіпаж збитого вертольота MH-60 „Блек Хок“. Цей епізод знайшов відображення в художньому фільмі „Падіння чорного яструба“.
28 інших нагороджень проведені за здійснення подвигів у ході бойових дій у глобальній війні проти тероризму. Так, за мужність, яку проявили військові під час проведення операції в Іраку посмертно нагороджені 6 воїни: серед них сержант першого класу Пол Рей Сміт і капрал Корпусу морської піхоти Джейсон Данам.
8 квітня 2008 року Медаль Пошани вручена батькам ворент-офіцера другого класу Майкла А. Мансура (ССО ВМС), ліванського християнина за походженням, який під час проведення операції в Ер-Рамаді, ціною свого життя врятував товаришів, накривши своїм тілом кинуту в них бойову гранату.
20 військовослжбовців американських збройних сил були удостоєні вищої нагороди за подвиги, здійснені у війні в Афганістані, зокрема п'ятеро посмертно. 22 жовтня 2007 року президент Буш вручив Медаль Пошани сім'ї загиблого в Афганістані лейтенанту сил спеціальних операцій флоту США Майкла П. Мерфі.
Сержант першого класу Джейрд С. Монті був нагороджений посмертно у липні 2009 року. Його родина отримала нагороду з рук Президента США Барака Обама 17 вересня 2009 року.
10 вересня 2010 року Білий Дім офіційно проголосив, що за подвиг, який мав місце 25 жовтня 2007 року в Афганістані, у ході бою між підрозділом армії США та моджахедами руху опору, нагородити медаллю Пошани Сальваторе Джюнте — штаб-сержанта 173-ї повітряно-десантної бригади армії США.
Після війни в Перській Затоці, з 1993 року, додатково було вручено 39 медалей Пошани (серед яких 13 кавалерів на час вручення були живі) за підсумками перевірки фактів здійснення подвигів, документи на які були втрачені, або були виявлені нові свідоцтва.

## Особливості нагородження

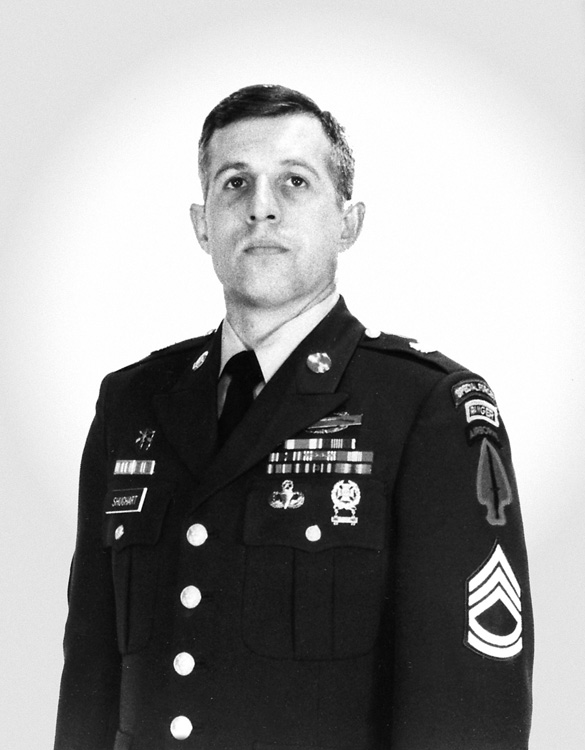
сержант першого класу Ренді Шугарт

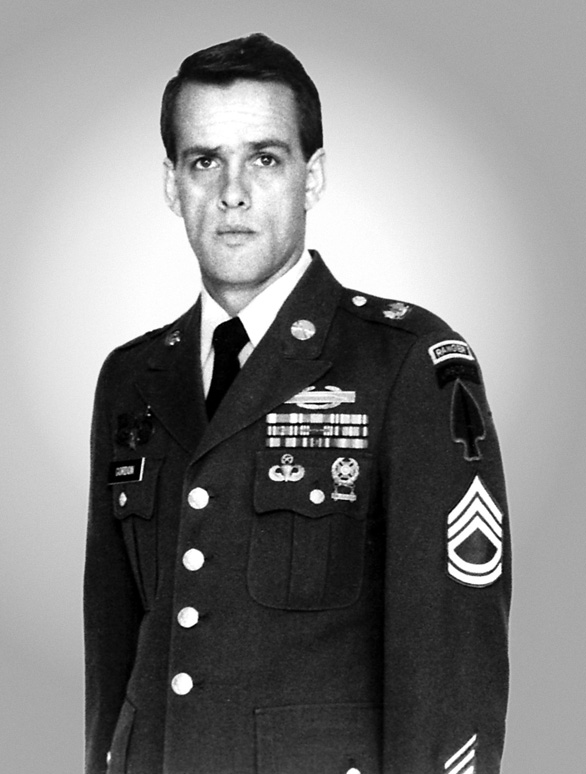
майстер-сержант Гері Гордон

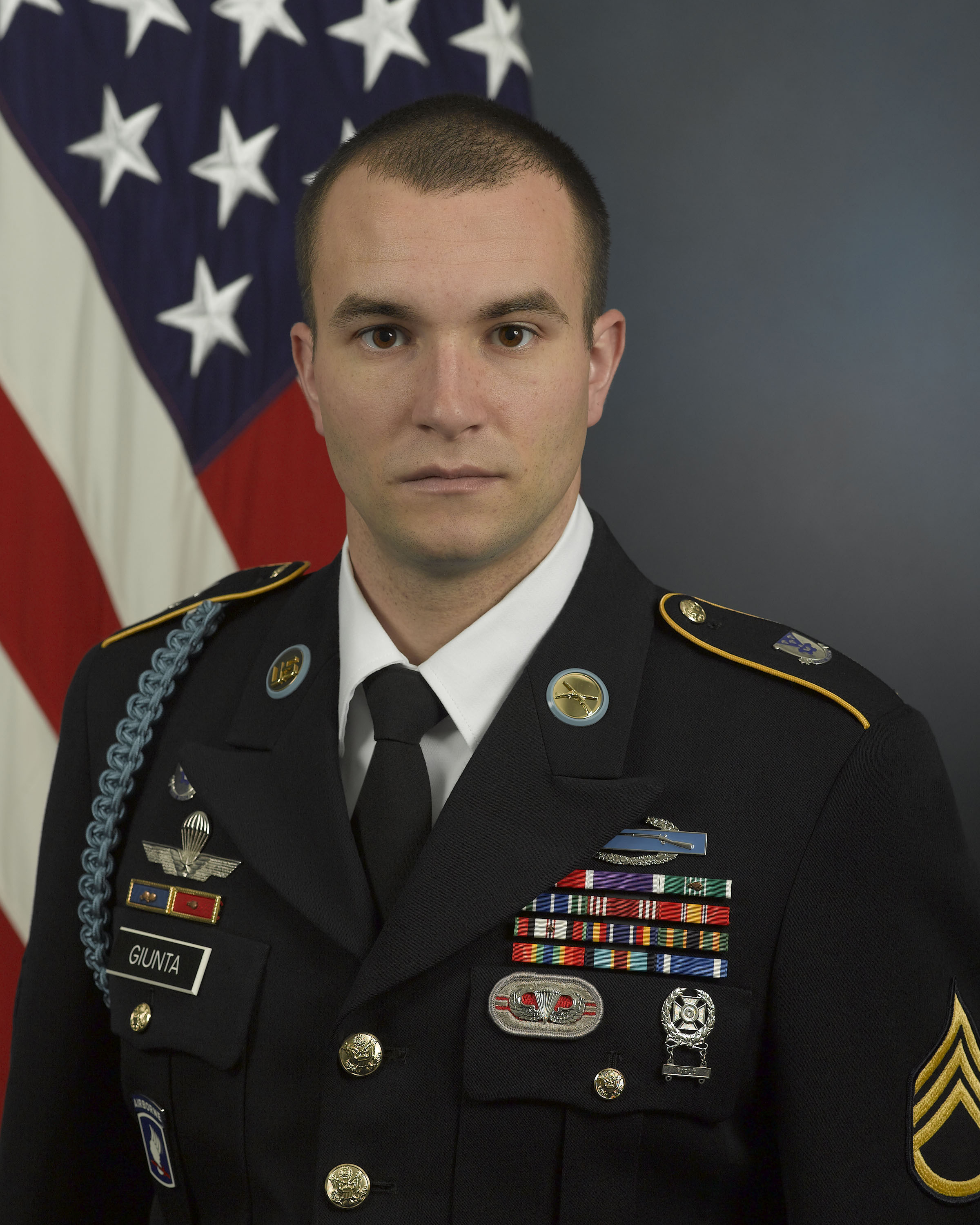
Штаб-сержант Сальваторе Джюнте

З уведенням з 1918 року нових вимог щодо порядку вручення Медалі Пошани, (10 U.S.C. § 6241), лише військовослужбовці Збройних сил США можуть бути нагороджені цією медаллю. Але в історії збереглося декілька винятків з правил. Наприклад, легендарний льотчик Чарльз Ліндберг отримав цю нагороду, будучи цивільним пілотом (до речі він також був пілотом резерву ПС армії США). Крім того, 17 жовтня 1921 року генерал Дж. Першинг нагородив Медаллю Пошани британського Невідомого солдата, у свою чергу Велика Британія нагородила Невідомого Солдата США Хрестом Вікторії — найвищою військовою нагородою Великої Британії.
61 канадець був нагороджений Медаллю Пошани за службу в лавах ЗС США, в більшості своїй за участь у Громадянській війні 1861—1865. З 1900 року тільки 4 іноземці були удостоєні цієї нагороди.
Останній іноземний громадянин нагороджений медаллю — канадець Пітер Лемон, що отримав медаль під час В'єтнамської війни.

### Кавалери Медалі Пошани українського походження
Серед нагороджених Медаллю Пошани були також герої українського походження. Зокрема:
- Ніколас Орешко (1917 — 2013) — за героїчний вчинок у ході Арденнської операції;
- Едвард Москала (1921 — 1945) — за проявлену мужність під час битви на Окінаві;
- Ентоні Кротяк (1915 — 1945) — у ході боїв за Філіппіни здійснив подвиг, пожертвував своїм життям, накривши тілом японську гранату;
- Джон Дутко (1916 — 1944) — за героїзм у боях в Італії;
- Джозеф Джон Садовський (1917 — 1944) — за хоробрість та самопожертву заради врятування товариша в бою у Франції.
- Ніколас Міньо (1905—1943) — за героїчний вчинок у ході війни в Північній Африці.

## Статистика нагородження
За станом на вересень 2010 року 3 465 чоловіків було нагороджено 3446 Медаллю Пошани. Дев'ятнадцять з них отримали медалі двічі: 14 отримали другу медаль за інші подвиги й 5 отримали Медалі Пошани, як Армії, так і ВМС, за один і той же подвиг.
З початку Другої світової війни до вересня 2010 були вручені 854 медалі, у тому числі — 528 — посмертно.

### Двічі нагородженні
* Військове звання на час здійснення подвигу
| Ім'я                  | Вид ЗС                 | Військове звання*         | Війна                                      | Примітка                       |
| --------------------- | ---------------------- | ------------------------- | ------------------------------------------ | ------------------------------ |
| Френк Болдвін         | Армія                  | Перший лейтенант, капітан | Громадянська війна в США, Індіанські війни |                                |
| Смедлі Батлер         | Корпус морської піхоти | Майор                     | Окупація Веракруса, Окупація Гаїті         |                                |
| Джон Лейвер Купер     | ВМС                    | Чиф-петті офіцер          | Громадянська війна в США                   |                                |
| Луїс Кукела           | Армія/КМП              | Сержант                   | Перша світова війна                        | Обидві нагороди за один подвиг |
| Томас Кастер          | Армія                  | Другий лейтенант          | Громадянська війна в США                   |                                |
| Даніель Делі          | Корпус морської піхоти | Рядовий, Комендор-сержант | Боксерське повстання, Окупація Гаїті       | [ 46 ]                         |
| Генрі Гоган           | Армія                  | Перший сержант            | Індіанські війни                           |                                |
| Ернст Янсон           | Корпус морської піхоти | Комендор-сержант          | Перша світова війна                        | Обидві нагороди за один подвиг |
| Джон Джозеф Келлі     | Корпус морської піхоти | Рядовий                   | Перша світова війна                        | Обидві нагороди за один подвиг |
| Джон Кінг             | ВМС                    | Чиф-петті офіцер          | Мирний час                                 | 1901 та 1909                   |
| Матей Кочак           | Корпус морської піхоти | Сержант                   | Перша світова війна                        | Обидві нагороди за один подвиг |
| Джон Лафферті         | ВМС                    | Матрос                    | Громадянська війна в США, Мирний час       |                                |
| Джон МакКлой          | ВМС                    | Головний боцман           | Боксерське повстання, Окупація Веракруса   |                                |
| Патрік Маллен         | ВМС                    | Помічник боцмана          | Громадянська війна в США                   |                                |
| Джон Прюїтт           | Корпус морської піхоти | Капрал                    | Перша світова війна                        | Обидві нагороди за один подвиг |
| Роберт Свіні          | ВМС                    | Матрос                    | Мирний час                                 | 1881 та 1883                   |
| Альберт Вайсбогель    | ВМС                    | Капітан корабля           | Мирний час                                 | 1874 та 1876                   |
| Людвіг Андреас Ольсен | ВМС                    | Капітан корабля           | Мирний час                                 | 1883 та 1884                   |
| Вільям Вільсон        | Армія                  | Сержант                   | Індіанські війни                           |                                |

### Статистика нагороджень (станом на 13 серпня 2022)

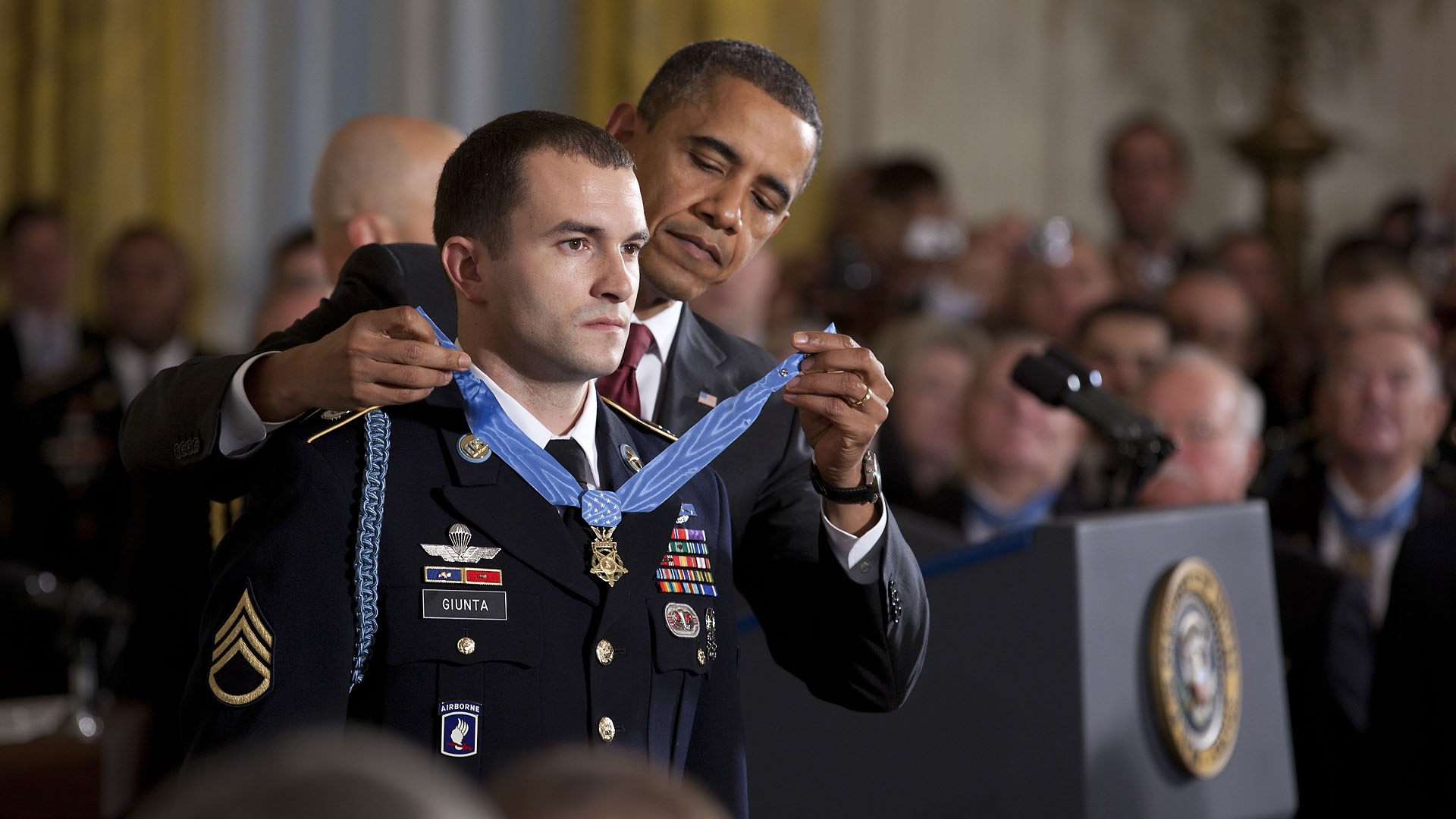
Вручення Медалі Пошани штаб-сержанту Сальваторе Джюнте Президентом США Бараком Обама. 16 листопада 2010

### Статистика нагороджень (станом на13 серпня2022)[47]
| Війна збройний конфлікт            | Всього | Армія США | Військово-морські сили США | Корпус морської піхоти США | Повітряні сили США | Берегова охорона США | Посмертно |
| ---------------------------------- | ------ | --------- | -------------------------- | -------------------------- | ------------------ | -------------------- | --------- |
| Громадянська війна в США           | 1522   | 1198      | 307                        | 17                         | 0                  | 0                    | 32        |
| Індіанські війни                   | 426    | 426       | 0                          | 0                          | 0                  | 0                    | 13        |
| Корейська експедиція               | 15     | 0         | 9                          | 6                          | 0                  | 0                    | 0         |
| Іспансько-американська війна       | 110    | 31        | 64                         | 15                         | 0                  | 0                    | 1         |
| Друга громадянська війна в Самоа   | 4      | 0         | 1                          | 3                          | 0                  | 0                    | 0         |
| Філіппінсько-американська війна    | 86     | 70        | 10                         | 6                          | 0                  | 0                    | 4         |
| Боксерське повстання               | 59     | 4         | 22                         | 33                         | 0                  | 0                    | 1         |
| Мексиканська експедиція            | 56     | 1         | 46                         | 9                          | 0                  | 0                    | 0         |
| Окупація Гаїті                     | 8      | 0         | 0                          | 8                          | 0                  | 0                    | 0         |
| Окупація Домініканської Республіки | 3      | 0         | 0                          | 3                          | 0                  | 0                    | 0         |
| Перша світова війна                | 124    | 95        | 21                         | 8                          | 0                  | 0                    | 33        |
| Окупація Нікарагуа                 | 2      | 0         | 0                          | 2                          | 0                  | 0                    | 0         |
| Друга світова війна                | 472    | 324       | 57                         | 82                         | 0                  | 1                    | 266       |
| Корейська війна                    | 146    | 80        | 7                          | 42                         | 4                  | 0                    | 95        |
| Війна у В'єтнамі                   | 268    | 160       | 16                         | 57                         | 13                 | 0                    | 154       |
| Битва в Могадішо                   | 2      | 2         | 0                          | 0                          | 0                  | 0                    | 2         |
| Війна в Афганістані                | 20     | 14        | 3                          | 2                          | 1                  | 0                    | 5         |
| Війна в Іраку                      | 7      | 5         | 1                          | 1                          | 0                  | 0                    | 6         |
| Операція «Непохитна рішучість»     | 1      | 1         | 0                          | 0                          | 0                  | 0                    | 0         |
| Мирний час                         | 193    | 3         | 185                        | 5                          | 0                  | 0                    | 5         |
| Невідомі                           | 9      | 9         | 0                          | 0                          | 0                  | 0                    | 9         |
| Іноземці                           | 9      |           |                            |                            |                    |                      |           |
| Загалом                            | 3468   | 2403      | 747                        | 297                        | 17                 | 1                    | 621       |

## Юридичний статус нагороди

### Пільги та привілеї, що надаються кавалерові Медалі Пошани
Володіння Медаллю Пошани надає ряд привілеїв її власникові, як традиційні, так і ті, що затверджені законом. До традиційних пільг відноситься те, що кожен військовослужбовець Збройних сил США незалежно від військового звання або посади, включаючи навіть Президента США, який не має відповідної нагороди, повинен першим привітати військовослужбовця — кавалера Медалі Пошани.
Таким чином, офіцер може привітати солдата першим, віддаючи данину поваги не особі, а найвищій нагороді США — Медалі Пошани.
До привілеїв, які охороняються законом відносяться:
- ім'я військовослужбовця, що отримав Медаль Пошани, може бути внесено до спеціального Списку Медалі Пошани (англ. Medal of Honor Roll), після чого військовослужбовець отримує право подати запит до департаменту в справах ветеранів на додаткову щомісячну пенсію (1027 $, на 1 грудня 2004 року) відповідно до Коду США 38 U.S.C. § 1560 [Архівовано 28 жовтня 2011 у Wayback Machine.];
- військовослужбовці рядового складу, що продовжують військову службу, додатково забезпечуються уніформою;
- 10 % надбавка до військової пенсії відповідно до Коду США 10 U.S.C. § 3991 [Архівовано 5 січня 2011 у Wayback Machine.];
- безкоштовне користування повітряним транспортом за наявності вільних місць;
- забезпечення спеціальною ідентифікаційною карткою для обслуговування в мережі сервісу військових баз;
- діти осіб, що мають Медаль Пошани, зараховуються до військових академій незалежно від наявності вакантних місць, за умови, що вони відповідають усім вимогам, що пред'являються до кандидатів;
- згідно з Законом від 23 жовтня 2003, усі живі кавалери медалі також отримують Прапор кавалера Медалі Пошани. А з числа раніше нагороджених ті, хто нині живий (103 ветерани), також отримують цей Прапор;
- військовослужбовці у відставці, нагороджені медаллю, мають право на носіння військової форми «на свій розсуд». Всі інші відставні військовослужбовці можуть одягати військову форму лише на церемоніальні заходи[51][52];
- портрет нагородженого і бронзова табличка з його іменем поміщаються в Зал Героїв (англ. Hall of Heroes) у Пентагоні;
- право на почесне поховання на національному військовому цвинтарі в Арлінгтоні[53].

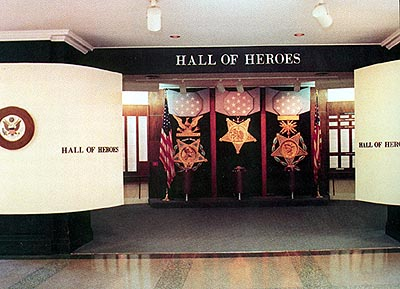
Меморіальна дошка, встановлена на честь жителів міста, які нагороджені медаллю Пошани. Нью-Йорк, Таймс-Сквер

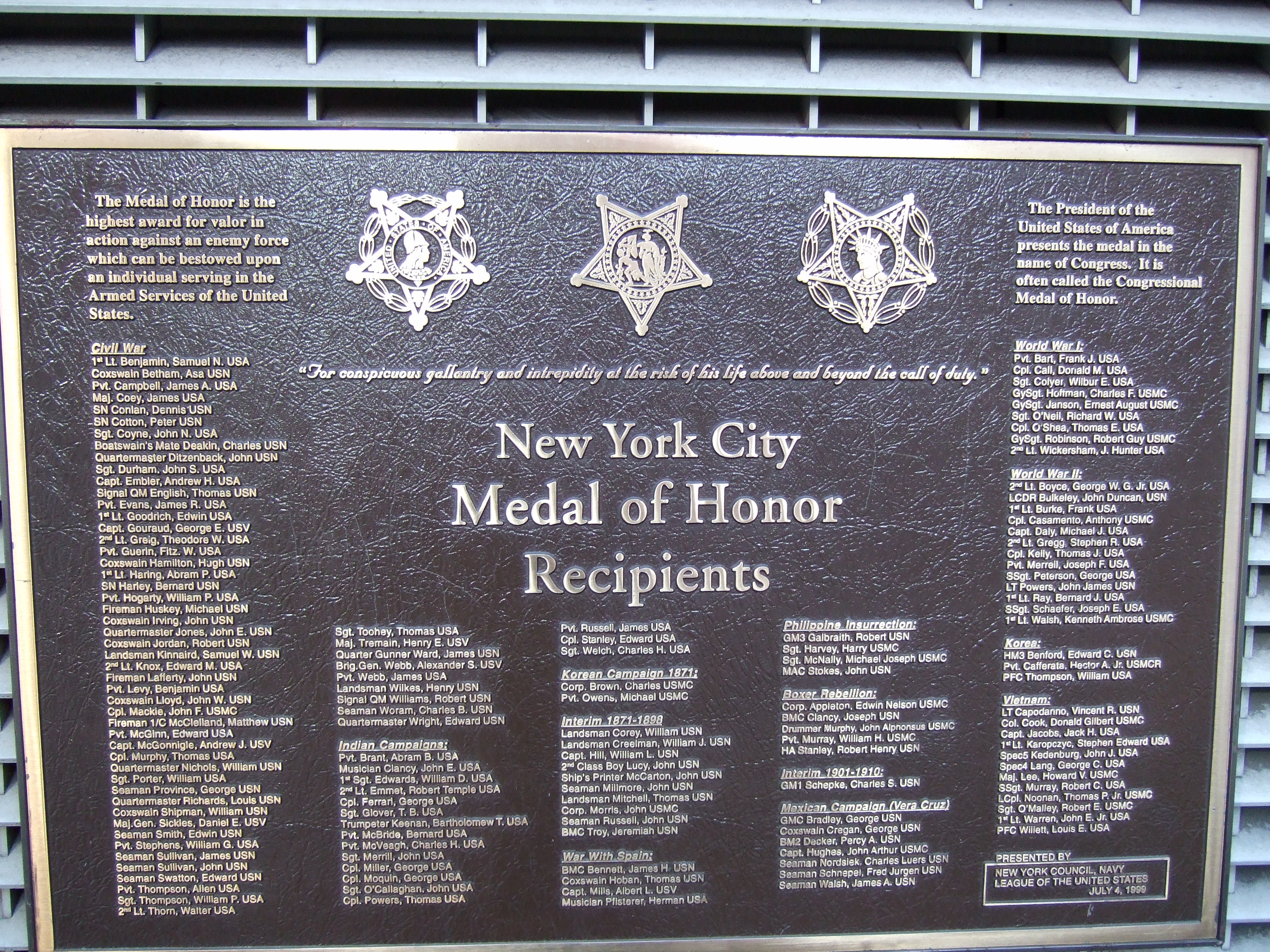
Зал Героїв (Hall of Heroes) в Пентагоні.

### Кримінальна відповідальність
До 2006 року Медаль Пошани — єдина нагорода США, яка була захищена спеціальним федеральним законом, що забороняв приватний перепродаж або виробництво копій. Відповідно до закону, всі медалі вручаються лише через міністерство оборони США. Незаконне використання медалі, у тому числі носіння або виготовлення караються накладенням штрафу в розмірі до 100 000 доларів США та засудженням до в'язниці на строк до 1 року.
У 1996 році компанія «Лордшип Індастріз» (англ. HLI Lordship Industries), що офіційно виробляла медалі за замовленням уряду, була оштрафована на 80 000$ і засуджена до повернення виручених 22 500$ за незаконне виробництво і продаж 300 медалей Пошани.
Цього ж року у Флориді, 67-річний громадянин США Джекі Штерн був офіційно звинувачений в незаконному носінні Медалі Пошани; проте замість вироку на позбавлення волі терміном на 6 місяців тюрми, його було засуджено умовно та наказано написати листа вибачення усім, на той час живим, 171 кавалеру Медалі. Лист був опублікований в місцевій газеті.
У 2003 році громадяни Канади подружжя Едвард і Гізела Федора (англ. Edward and Gisela Fedora), були заарештовані ФБР за спробу продажу декількох медалей ветеранів іспансько-американської та громадянської воєн. Незабаром Едвард Федора був засуджений до позбавлення волі.
Незважаючи на довгі суперечки та прийняття навіть відповідного закону, який вступив у дію 20 грудня 2006 року, проте пізніше був скасований, як підзаконний, неправдиві твердження про нагородження (якщо вони зроблені не для здобуття супутніх матеріальних пільг) на відміну від незаконного носіння медалі, не є злочином, і з подібними явищами борються громадські організації ветеранів. За деякими даними кількість самозванців перевищує кількість дійсно нагороджених медаллю.

## Дискримінація при нагородженні
До початку 1990-х років жоден чорношкірий солдат не був удостоєний Медалі Пошани за подвиги під час Першої та Другої світових воєн. Ситуація почала змінюватися лише з 1991 року, коли медаль була вручена родичам капрала Фредді Стоуерса, який загинув у Першій світовій війні. У 1993 році дослідження, яке було проведене Армією США, виявило расову дискримінацію в критеріях нагородження Медаллю Пошани під час Другої світової війни. Було прийнято рішення переглянути ряд нагороджень Хрестом «За видатні заслуги» (друга за значністю американська військова нагорода), внаслідок чого в 1997 році Медалями Пошани було нагороджено 7 афроамериканців, а в 2000 році Медалі Пошани були вручені 21 ветеранові азійського походження, у тому числі 20 учасникам Другої світової війни з японськими коренями.
У 2005 році було проведено нагородження Тібора Рубіна, капрала армії США єврейського походження, ветерана Корейської війни.
3 березня 2008 президент Буш вручив Медаль Пошани сім'ї загиблого під час війни в Кореї старшого сержанта Вудро Кібл, який став першим в історії нагородженим індіанцем племені Сіу.
За весь час існування нагороди, лише одна жінка була удостоєна цієї медалі — доктор часів Громадянської війни — Мері Волкер. Нагорода була вручена їй у 1866 році за проявлену турботу у відношенні до поранених. Проте, у 1916 році, Конгрес після того, як статусом медалі було визначене, що вона вручається лише за подвиг здійснений на полі бою, Волкер була позбавлена вищої нагороди. Незадовго до своєї смерті у 1919 році Мері подала офіційну апеляцію в Конгрес і Військове міністерство США, сподіваючись на відновлення її в правах кавалера медалі, але рішення залишилося без змін. І лише через 60 років, спадкоємцям жінки, після довгого судового розгляду вдалося добитися того, щоб Медаль Пошани була повернена докторові хоча би посмертно. При цьому багато істориків і тих, що удостоєні медалі, продовжує стверджувати, що нагорода вручена з порушенням положення про Медаль Пошани, проте Мері Вокер досі залишається єдиною представницею жіноцтва — кавалером вищої військової нагороди США.